# Onthophagus totonicapamus
Onthophagus totonicapamus là một loài bọ cánh cứng trong họ Bọ hung (Scarabaeidae).